# سیارک ۲۲۶۷۹
سیارک ۲۲۶۷۹ (به انگلیسی: 22679 Amydavid، نامگذاری:1998QJ42) بیست و دو هزار و ششصد و هفتاد و نهمین سیارک کشف شده‌است که در ۱۷ اوت ۱۹۹۸ کشف شد.
قدر مطلق سیارک برابر ۱۲.۳ است.